# هيذر موريس
هيذر موريس (بالإنجليزية: Heather Morris)‏ هي ممثلة أمريكية (من مواليد 1 فبراير 1987 في ثوسند أوكس، كاليفورنيا، الولايات المتحدة).

## الأعمال

### أفلام
- فايرد أب (الدور: فيونا)

### مسلسلات
- ايلي ستون
- غلي (مسلسل تلفزيوني)
- كيف قابلت أمكم (مسلسل)
- بانكد

## الترشيحات والجوائز
| السنة | الحدث                                                      | الفئة                                | النتيجة  |
| ----- | ---------------------------------------------------------- | ------------------------------------ | -------- |
| 2011  | Playhouse West Film Foundation 2011 PWFF Grand Jury Awards | أفضل ممثلة مساعدة في فيلم روائي طويل | فـــــوز |

## روابط خارجية
- هيذر موريس على موقع IMDb (الإنجليزية)
- هيذر موريس على موقع روتن توميتوز (الإنجليزية)
- هيذر موريس على موقع قاعدة بيانات الأفلام العربية
- هيذر موريس على موقع ألو سيني (الفرنسية)
- هيذر موريس على موقع ميوزك برينز (الإنجليزية)
- هيذر موريس على موقع تيرنر كلاسيك موفيز (الإنجليزية)
- هيذر موريس على موقع أول موفي (الإنجليزية)
- هيذر موريس على موقع قاعدة بيانات الأفلام السويدية (السويدية)
- هيذر موريس على موقع إن إن دي بي (الإنجليزية)
- هيذر موريس على موقع أول ميوزيك (الإنجليزية)